# イノサン
『イノサン』は、坂本眞一による日本の漫画作品。『週刊ヤングジャンプ』（集英社）にて、2013年9号から2015年20号まで連載された後、続編『イノサン Rouge（ルージュ）』が『グランドジャンプ』（同社刊）にて2015年12号から2020年3号まで連載。これについても本項で扱う。
「イノサン」とはフランス語のInnocentで、英語の「イノセント」に相当する。フランス革命に生きた「処刑人」一族サンソン家の数奇な運命を描く歴史漫画である。安達正勝『死刑執行人サンソン』（集英社新書）が本作品の出典。本作品では、国王ルイ十六世の斬首刑の指揮を執った実在の死刑執行人シャルル＝アンリ・サンソンを主人公にしている。「処刑」「拷問」「解剖」などのエピソードの写実的な描写と、人間心理を克明に描く耽美な比喩表現が特徴である。
第17回文化庁メディア芸術祭で審査委員会推薦作品に選出、2019年には舞台化されている。

## あらすじ
人類史上最大級の革命でマリー・アントワネットや国王ルイ16世、名を轟かす革命家たちと交わり、革命の闇の立役者となった、シャルル＝アンリ・サンソンの数奇な運命を描く歴史大河である。

### 序章
章タイトルはなし。イノサン1巻から6巻。処刑人の一族に生まれ社会から蔑まれ苦悩する少年期のシャルル=アンリ・サンソンが死刑廃止を願いながらも、ロベール＝フランソワ・ダミアンの八つ裂き刑などを経て人間的に成長する様子やサンソン家の家族の様子が主に描かれる。
舞台は18世紀パリ、王を頂点とした身分制度の時代。主人公シャルル＝アンリ・サンソンは代々にわたってパリの死刑執行人を務めるサンソン家四代目当主として生まれる。
死刑執行人は、国王から直々に任命される「正義の番人」であると同時に、処刑のための研鑽で得た技術や知識を医療行為を通じて社会に還元するも、時に苛烈な刑務の印象ばかりが先行するあまり、世間からは「死神」と蔑まされるという“矛盾”を抱えた過酷な職業であった（この時代、死刑執行は民衆に公開されており、残酷な処刑は重要な娯楽エンターテーメントであった）。シャルルは『ムッシュ・ド・パリ』と呼び恐れられる、その職を継ぐことに苦悩する。だが、「いつか死刑を無くす」ことを志して、死刑執行人を務め上げることを誓った。

### 真紅のベルサイユ編
イノサン7巻からRouge3巻。ルイ15世時代末期のフランスに嫁ぐマリー・アントワネットの輿入れからデュ・バリー夫人との対立、サンソン家とフランス王室との関わりが描かれる。
妻子に恵まれたシャルルは家族らの生活や将来を優先するあまり、かつての父のように厳格で忠実に職務を全うする死刑執行人となったようにも見えたが、その中でも若いころに抱いていた無慈悲な拷問や処刑の廃止といった理想を実現しようと模索していた。
一方、宮廷衛官「プレヴォテ・ド・ロテル」である異母妹マリー＝ジョセフは、野心ともいえる危険な理想を密かに抱きつつ、理不尽な身分社会に対し さざ波を立てていき、かつて恋愛関係にあったマリー・アントワネットにも恨みを抱いてゆく。

### 蒼葬のベルサイユ編
Rouge4巻から6巻。ルイ16世即位後の王室の様子、首飾り事件および、八つ裂き刑に処されたダミアンの遺児・ジャックが率いる反逆組織とマリー=ジョセフとの関わりが描かれる。
時代は財政危機によりインフレが悪化。サンソン家も国からの給金が滞る事態に。そのころ、首飾り事件が動き出す。フランス激動の時代を迎えようとしていた。

### 暁の子編
Rouge6巻から11巻。マリー=ジョセフの子供、ゼロが生まれて以降の出来事や、ルイ16世の処刑とその後のフランス国内の動きが描かれる。
ベルサイユ死刑囚解放事件は、国法が決めた死刑執行を民衆が覆した大事件であった。マリー‐ジョセフは民衆の力に着眼し、サンソン家を出奔する。そして民衆が力を持ち、ギロチンが開発され、国王ルイ16世が処刑される。死刑廃止を夢見るシャルルは、革命の地獄の中で2000人の処刑を命じられ苦悩する。

### バラベルサイユ
最終章。Rouge11巻から12巻。マリー・アントワネットの処刑と、ロベスピエールの恐怖政治およびフランス革命の終焉までが描かれる。
マリー‐ジョセフは革命政府に逆らい、マリー・アントワネットの処刑を請け負ったことで、ロベスピエールに命を狙われる。ロベスピエールはシャルルにマリーの処刑を命じる。その後、ロベスピエールの処刑を終えたシャルルは、ムッシュー・ド・パリの名を息子アンリに譲り渡す。シャルルの夢である死刑廃止は叶わなかった。

## 登場人物
※担当声優はVOMIC版のもの。また演者はミュージカル版のもの。

### サンソン家
シャルル＝アンリ・サンソン （Charles-Henri Sanson）
声 - 栗原類、演 - 古屋敬多
本作品の主人公で、実在の人物である。美麗な容貌の持ち主で髪は暗色の直毛。命を重んじる純粋な性格ゆえに、社会から偏見を受ける処刑人である「ムッシュ・ド・パリ」の一族に生まれた運命に苦悩する人物として描かれている。
子供のころには、処刑人になるための修業として解剖をさせられるが、耐えられずに嘔吐した経験がある。処刑人就任当初は未熟さを露呈するも、実務経験を重ねるごとに苦悩しつつも粛々と職務を遂行するようになる。やがて祖母と父が屋敷を去ると一族の長としての自覚が芽生え、初体験を済ませた以降は一転してプレイボーイとなった。おしゃれな美青年。
第2部「Rouge」では、父の様な厳格な執行人として描かれるも、罪人の恩赦まで考慮するなど必ずしも無慈悲ではない一面も残している。
マリー＝ジョセフ・サンソン
演 - 中島美嘉
シャルルの異母妹。第2部「Rouge」においては主人公を務める。長じてベルサイユの処刑人である「プレヴォテ・ド・ロテル」となる。金髪碧眼で周囲を魅惑する美しい容姿。胆力の劣るシャルルとは対照的に勝ち気で、幼いころから独自に解剖や処刑技術を学び、処刑人になることを希望していた。独学していたことをシャルルに知られてからは、兄からも教えを得ている。口癖は「最悪」で、男言葉で話す上に口が悪い。執行人になって以降、普段はドレスを着ずに男装している。
6歳のころに、ダミアンへの刑務中であったシャルルに助言をする。当時女性が処刑台に上がることはタブーとされていたため帰宅後には祖母から折檻されたが、屈しなかったため、左胸に家紋の焼き印を入れられる。そこで唯一の理解者であったシャルルに救われ、処刑人になるが、神や王を敬うシャルルとは違い、「女は従順であれ」という社会にあって何者からも自由であることを希求し、己の望むことを実現するために人の心を弄んだり、手段を選ばない面があるなど、根本的な思想の違いからシャルルとは道を違えていく。そしてマリーが自由過ぎることを懸念し、統制下に置こうとするシャルルから逃れるため、ニコラ叔父の息子である従兄弟のジャン・ルイと形ばかりの結婚をし、シャルルから独立する。
処刑することに対しては積極的で、技量、天稟は申し分ないが、処刑を己の享楽のように捉え、罪人を弄ぶごとく刑を執行することもある。
斬新な理想を抱いていた初恋の人アランを、理不尽で傲慢な貴族によって失ってからは、貴族を憎み閉塞感に満ちた社会へ挑むようになる。
史実としてはサンソン家の家系図に三代目ジャン・バチストの次女として記録されている実在の人物であるが、そちらは平凡な人物であり、女処刑人としての彼女というキャラクターは、ほぼオリジナルのフィクションである。
シャルル＝ジャン・バチスト・サンソン（Charles-Jean Baptiste Sanson）
声 - 磯部勉
シャルルの父親で実在の人物。サンソン家3代目当主。処刑人の跡取り息子としては心が繊細なシャルルを疎んじる人物として描かれる。脳梗塞で引退する。
「非情で冷徹」に刑務を遂行していると思われていたが、そのジャン・バチストの秘密の部屋は「贖罪の礼拝堂」であり、己と同じ弱さを秘めていたことを、シャルルは家督を継承して初めて知ることとなる。
アンヌ＝マルト・デュビュ・サンソン
演 - 浅野ゆう子
ジャン・バチストやニコラ＝シャルルの母で、シャルルの祖母。「ラ・グランドゥ・マルト（偉大なるおばあさま）」と呼ばれ、サンソン一族を率いる冷徹で豪胆な女傑として描かれる。
マリー＝ジョセフを折檻した際に反撃されて顔を傷つけられてからは威厳を失い、出入りしていた職人と再婚してサンソン家から出てゆく。
ニコラ＝シャルル・ガブリエル・サンソン（Nicolas-Charles Gabriel Sanson）
ジャン・バチストの弟で、シャルルの叔父。ベルサイユ宮廷直属処刑人である「プレヴォテ・ド・ロテル」兼ランスの処刑人を務める。
パリでの八つ裂きの刑に際し、未熟な甥シャルルを助力するよう母に請われ、この機に「ムッシュ・ド・パリ」の座を奪おうと画策し取り仕切るも、見込みの甘さからシャルルやマリー＝ジョセフにおくれをとり、刑の後に辞職し、修道僧となる。
アンドレ・ルグリ
演 - 前山剛久
刑場では助手も務めるサンソン家の使用人の1人で、ニコラの幼馴染。八つ裂き刑で陣頭指揮を執るニコラの指示で、必要な資材を用意する。のちにマリー=ジョセフ専属の従者となる。
ジャン・ルイ
ニコラ＝シャルルの息子で、シャルルとマリー＝ジョセフの従兄弟。ニコラからは「足が弱いため屋敷から出られない」と表現されたものの、実際は「底なし沼」と称されるほどの大食らいで動けないほどの肥満というのが実態。マリー=ジョセフと結婚し、彼女を慕っている。また、後にマリー＝ジョセフの主導によりゼロという子供をもうける。
マリー＝アンヌ・サンソン
農家から嫁入りしたシャルルの妻。アンリ・サンソンとガブリエルの母。
アンリ・サンソン（Henri Sanson）
シャルルとアンヌの長男。5歳で刑場での父の刑務を見学させられるも凄惨さに失神しており、また、死人の解剖による医術の学習や、サンソン邸で入院中の患者から言われた一言から、かつてのシャルルと同様に、家業への嫌悪感を募らせていた。しかし父と叔父の協同による新技術による救命手術をきっかけに、家業への嫌悪感は誇りへと変わり、ついには幼くして罪人に対する慈悲の心すら抱くようになる。
ルイ＝シャルル・マルタン・サンソン（Louis-Charles Martin Sanson）
シャルルの異母弟でマリー＝ジョセフの同母兄。シャルルからの依頼で麻酔薬「ダチュラ」を入手し、手術に用いた。切開部の縫合など優れた医術を兄からも認められている。
ガブリエル・サンソン（Gabriel Sanson）
シャルルとアンヌの次男。アンリの弟。
ゼロ（Zero）
マリー＝ジョセフとジャン・ルイの子供。乳児のころからオリビエによって作成された鉄仮面を装着している。性別は明かされていない。女児のような服装をしているため女児と思われることが多いが、本人は着たいものを着ているだけで性別に基づく服装ではないと主張している。

### 王族
ルイ=オーギュスト（Louis=Auguste）
演 - 太田基裕
ルイ15世の直系孫であり王位継承権第2位の、のちのルイ16世。当初は幼いベリー公として登場する、内気な性格で、周囲からは凡愚と思われていた。しかしシャルルの弁論に心を動かされる。父の死に伴い、王太子となる。
ルイ・フィリップ2世（Louis Philippe II）
ルイ14世の弟を祖とする王族オルレアン家の公子。のちのオルレアン公。王族の立場をかさに、不謹慎な言動と気儘で放蕩な振る舞いを通す。自分より幼く暗愚に見えるオーギュストに王位継承権が優先されている事実を快しとせず、王位を欲するあまりオーギュストを露骨に疎んじる。そればかりか内心ではルイ15世すら軽侮している。
マリー・アントワネット（Marie Antoinette）
演 - 小南満佑子
政略結婚のためにフランスへ嫁がされたオーストリアの第11皇女。母国名はマリア・アントニア。
フランスへ入国する際に初めて会って以来、マリー=ジョセフに魅了されていく。

### 軍人・貴族
ジャン
シャルルと出会い、シャルルのファーストキスの相手となった少年。シャルトワ伯爵の息子。シャルトワ伯爵とイギリスの娼婦との間に生まれた子供であり、母が病で死んだ時に妹と共にシャルトワに引き取られたため、母語は英語。
父への性的行為による奉仕を命じられ続けていた。祭の後で軍事費に渇望する海軍から陸軍の罠にシャルトワ伯爵によって「英国国教会の聖書を発見され処刑される」という状況を仕立てられて無実の罪での濡れ衣を着せられ、 シャルルが最初に処刑する人物となった。妹のメアリーを大切に思っており、幸せを願っていた。
シャルトワ伯爵
ジャンとメアリーの父で、幾多の戦場から武勲を立て、ダンジェルソン伯から覚えもめでたい家柄の出身。サンソン家の当代候補をムッシュー・ド・パリにする選定の支持者として重要な役割をもつ一人。
夏至の日、サン・ジャンの火祭り（聖ヨハネの前夜祭）の祝宴では例年、処刑人の腕前披露として行われる動物の骸の試し斬りを物足りなく感じ、アフリカからライオンを取り寄せ水も食事も与えずに死に体にした上でジャン・バチスト父子に斬らせる段取りをした。シャルルは倒れた父に代わって、フランス王から授けられた王の正義の剣であり罪人のために使う、サンソン家の処刑用ロングソードを罪なきライオンに振るうのを拒んだ。権威を傷つけられ激怒、シャルルを叱咤するも、シャルルの言葉に感銘をうけたダンジェルソン伯爵に拍手されてしまう。
イギリスの娼婦との間に生まれた美貌の兄妹ジャンとメアリーを引き取っているが、実の子ではない可能性を強く疑い、むしろ利用価値のためと思われる。自身が政敵から罠にかけられた際、ジャンを身代りとして無実の罪をきせ、裁判で余計な事を話さないよう結婚間近のメアリーの破談をほのめかした。その後ジャンは斬首刑と公開処刑される。その後のシャルルはライオンの試し斬りを拒否したため、彼の唯一の友でありファーストキスの相手であったジャンを公共の場での初の処刑執行の形となり、人殺し同然の一心不乱して新たな友を理不尽な方法で失い、より苦しむことになる。
ダンジェルソン伯爵
フランスの陸軍相。
トーマス=アーサー・グリファン
演 - 佐々木崇
フランス軍の元帥にしてジャン・バチストの旧友。イギリスとの戦争の敗戦の責を負わされ、処刑台へ上げられる。高潔で自由主義精神にあふれる軍官ではあるが、女であるマリー＝ジョセフに対する「プレヴォテ・ド・ロテル」への推挙と口添えをシャルルに請われたときに、まだ10歳にもなっていなかったマリーの美しさに魅了され、推薦状の見返りとして幼いマリーの肢体を弄んでしまう。数年後、自身の処刑が初仕事であったマリーに復讐としてなぶり殺されそうになるが、友であったジャン・バチストの半身不随ながらも見事な剣技によって最期を遂げる。
ジョルジュ・ド・ラトゥール
グリファン元帥直属の若き連隊長で、侯爵。上官であるグリファンの刑死を不服として、処刑台でグリファンをなぶりものにしたマリー＝ジョセフを闇討ちしようとしたあげくに失敗し、他にも冒涜と反逆的行為のために死刑判決を受け、ルイ・フィリップの思いつきで成功する見込みがなく、苦しみが長引くであろう処刑法である「立像斬首（デカピタシオン・ド・ラ・スタチュー）」で処されることになったが、処刑を受け持つことになったマリー＝ジョセフに魅了され、その気持ちを利用したマリー＝ジョセフの誘導と彼女の卓越な技量により成功した立像斬首によって死亡し、観衆を沸かす。
マルレ夫人
侯爵夫人。シャルルに好意を寄せるも、その正体を知った途端、態度を豹変する。
ド・リュクセ
演 - 林明寛
伯爵。マリー＝ジョセフの初恋の相手でもあった騎士アラン・ド・サン・ジェロームを殺害し、仲間とアランの施設を放火する。シャルルの見立てでも「（身分を保証された）貴族であっても無罪になるとは思えない」所業を偽証し、デュ・バリー夫人からの口添えを得て無罪となる。だがマリー＝ジョセフの一計に嵌り、罪状を自白してしまう。
ジャンヌ・ド・ヴァロア＝サン＝レミ
ヴァロア家の末裔サン・レミ男爵の娘。貧民窟で売春をしていたが、過激なSMプレイで客を殺害したためシャルルに捕縛され絞首刑で処刑される直前に、マリー・アントワネットの介入で恩赦される。
エレーヌ・ヴィルヌーブ
サンソン邸に運ばれた貴族出身の幼き妊婦。12歳。難産となってしまい、シャルル兄弟により母子ともに命を救われるが、富裕であるが平民の夫を故殺した罪により、出産後に処刑され、図らずも幼きアンリにムッシュ・ド・パリとしての自覚を促すこととなる人物。
ハンス・アクセル・フォン・フェルゼン
演 - 鍵本輝
スウェーデンの名門貴族。フランス社交界でも名が知られている。マリー・アントワネットと恋仲になる。

### 第三身分
グリゼル神父
シャルルの数少ない理解者だった家庭教師。病により怪異な容姿に変わり果てた神父。第1話で既に故人として描かれているが、回想やシャルルの啓示的ヴィジョンとして登場する。
マリー=ジャンヌ・ベキュー
演 - 貴城けい
修道院育ちで容姿の美しいパリのお針子。シャルルのファン。シャルルの初体験の相手。後のデュ・バリー夫人。
ロベール＝フランソワ・ダミアン
パリ郊外の貧しい農民。シャルルと遭遇した際に弱り果てた息子を診察してもらうが、既に手遅れだった。せめて農機具を売り払って診察代を払おうとするが、それすら果たせず絶望する。その後、ルイ15世暗殺未遂事件を起こし拷問を伴う取り調べを受けるが黙秘を貫き、八つ裂きの刑となる。
ジャック
演 - 荒牧慶彦
ダミアンの息子。栄養失調により片足が壊死し、そのまま死亡するかと思われたが、ジャン・バチストの医療処置により片足と引き換えに生を勝ち取る。成長後は第一身分への反逆組織、「アンラジェ（怒れる狂者達）」のリーダーとなる。
マクシミリアン・ロベスピエール
シャルルの刑場の群集の一人として登場する、法律を学ぶ少年。利発で、他者を議論で圧倒する。
やがて政治家として台頭し、ジャコバン派の有力者として革命を取り仕切る。マリー‐ジョセフを恐れ、シャルルに処刑させる。
アラン・ベルナール・シュバリエ・ド・サン・ジェローム
演 - 梶裕貴 / 武田航平（Wキャスト）
カリブ海のフランス人農園主と黒人奴隷との間に生まれた混血の青年で、黒髪と褐色の肌を持つ。マリー=ジョセフの初恋の相手で、貧しい子たちを喜ばせるためにマリー=ジョセフのリボンを失敬したことで知り合った。フランス中の子どもを幸せにするという理想のため、船乗りとして世界中を巡る旅に向かう際にはマリー=ジョセフをお互いの理想の実現を誓い合った。
世界の旅の中で、イギリスの立憲君主主義、中国の科挙、アメリカの自由主義の萌芽に触れ、帰国して「アラン自由学校」を設立し、身寄りの無い子どもたちを無償で学ばせ理想の実現に邁進していたころに、処刑人となったマリー=ジョセフと再会したが、ド・リュクセとの諍いから逆恨みされて学校と子どもたちを燃やされ、自身も殺されてしまう。
連れていた白い猿「ブランカ」はアランの死後にマリー=ジョセフの相棒となる。
ジャン-ポール・マラー
「アンラジェ」のメンバー。アルトワ伯の親衛隊付き医師としてベルサイユに出入りし、情報を流している。皮膚病により顔半分が爛れており、一部分が隠れる仮面を装着している。
オリビエ・ルシャール
演 - 多和田任益
国王御用達蹄鉄職人の息子。恋人のデルフィーネを奪った父と諍いになった際に父親が死亡し、父親殺しの罪で処刑されそうになるものの、彼を慕っていた民衆によって救い出され、重傷を負いながらも生き延びる。図らずもこれが国王の裁定を民衆が覆した前代未聞の出来事「ベルサイユ死刑囚解放事件」となる。後にゼロへ鉄仮面をあつらえる。

## 用語解説
処刑人
フランスにおいては世襲の役職（国王から認められた職人ギルドの長）であった。社会から蔑視される一方で経済的には裕福であり、処刑や拷問の技術を伝承していた関係上、外科医術に通じている。

## 書誌情報

### 漫画本編
- 坂本眞一・安達正勝（出典） 『イノサン』 集英社〈ヤングジャンプ・コミックス〉、全9巻
  1. 2013年6月24日第1刷発行（6月19日発売[集 1]）、ISBN 978-4-08-879565-2
  2. 2013年9月24日第1刷発行（9月19日発売[集 2]）、ISBN 978-4-08-879708-3
  3. 2013年12月24日第1刷発行（12月19日発売[集 3]）、ISBN 978-4-08-879718-2
  4. 2014年3月24日第1刷発行（3月19日発売[集 4]）、ISBN 978-4-08-879768-7
  5. 2014年6月24日第1刷発行（6月19日発売[集 5]）、ISBN 978-4-08-879854-7
  6. 2014年9月24日第1刷発行（9月19日発売[集 6]）、ISBN 978-4-08-879898-1
  7. 2014年12月24日第1刷発行（12月19日発売[集 7]）、ISBN 978-4-08-890076-6
  8. 2015年3月24日第1刷発行（3月19日発売[集 8]）、ISBN 978-4-08-890128-2
  9. 2015年6月24日第1刷発行（6月19日発売[集 9]）、ISBN 978-4-08-890195-4
- 坂本眞一・安達正勝（出典） 『イノサン Rouge』 集英社〈ヤングジャンプ・コミックス〉、全12巻
  1. 2015年10月24日第1刷発行（2015年10月19日発売[集 10]）、ISBN 978-4-08-890267-8
  2. 2016年5月24日第1刷発行（2016年5月19日発売[集 11]）、ISBN 978-4-08-890414-6
  3. 2016年7月24日第1刷発行（2016年7月19日発売[集 12]）、ISBN 978-4-08-890503-7
  4. 2016年10月24日第1刷発行（2016年10月19日発売[集 13]）、ISBN 978-4-08-890535-8
  5. 2017年3月22日第1刷発行（2017年3月17日発売[集 14]）、ISBN 978-4-08-890620-1
  6. 2017年8月23日第1刷発行（2017年8月18日発売[集 15]）、ISBN 978-4-08-890736-9
  7. 2017年12月24日第1刷発行（2017年12月19日発売[集 16]）、ISBN 978-4-08-890834-2
  8. 2018年6月24日第1刷発行（2018年6月19日発売[集 17]）、ISBN 978-4-08-891032-1
  9. 2018年11月24日第1刷発行（2018年11月19日発売[集 18]）、ISBN 978-4-08-891032-1
  10. 2019年5月22日第1刷発行（2019年5月17日発売[集 19]）、ISBN 978-4-08-891292-9
  11. 2019年11月24日第1刷発行（2019年11月19日発売[集 20]）、ISBN 978-4-08-891412-1
  12. 2020年2月24日第1刷発行（2020年2月19日発売[集 21]）、ISBN 9788418788314

### その他の書籍
- 『坂本眞一イノサン画集G』（2018年11月16日発売[集 22]）Apple Books限定

## ラジオドラマ
2014年3月から集英社ヴォイスコミックステーションサイト「VOMIC」で配信中。

## ミュージカル
舞台『イノサンmusicale』が東京・有楽町のヒューリックホール東京（有楽町マリオン11F）にて2019年11月29日 - 12月10日に上演。中島美嘉と古屋敬多がW主演を務める。
2020年2月9日にフランス・パリのパレ・デ・コングレ・ド・パリでの上演が予定されていたが、「諸般の事情」により公演が中止されることが1月14日に発表された。
キャスト
- マリー＝ジョセフ・サンソン：中島美嘉
- シャルル＝アンリ・サンソン：古屋敬多(Lead)
- アラン・ベルナール：梶裕貴/武田航平
- マリー＝アントワネット：小南満佑子
- ジャック：荒牧慶彦
- ハンス・アクセル・フォン・フェルゼン：鍵本輝(Lead)
- オリビエ・ルシャール：多和田任益
- デュ・バリー(マリー-ジャンヌ・ベキュー)：貴城けい
- アンドレ・ルグリ：前山剛久
- トーマス＝アーサー・グリファン：佐々木崇
- ド・リュクセ：林明寛
- ルイ＝オーギュスト(フランス国王ルイ16世)：太田基裕
- アンヌ＝マルト：浅野ゆう子
- 池田有希子・水野栄治・北原瑠美・西原純・江原由夏・大音智海・松村桜李・詩織・石田彩夏

スタッフ
- 原作：坂本眞一「イノサン」「イノサンRouge」
- 脚本・歌詞：横内謙介・宮本亞門
- 演出：宮本亞門
- 音楽監督・作曲：深沢桂子
- 美術：松井るみ
- 衣裳：前田文子
- 振付：KAORIalive
- 殺陣：諸鍛冶裕太
- 編曲：前嶋康明・谷真人・奥田祐
- 大道具：金井大道具
- 衣裳製作：東宝舞台衣裳部
- ウィッグ製作：ビューティ★佐口（OFFICE BEAUTY）・野澤幸雄（スタジオAD）
- プロデューサー：原葵
- 企画・協力：集英社
- 企画・運営：Jnapi L.L.C.